# Xã Wapello, Quận Louisa, Iowa
Xã Wapello (tiếng Anh: Wapello Township) là một xã thuộc quận Louisa, tiểu bang Iowa, Hoa Kỳ. Năm 2010, dân số của xã này là 2.755 người.